# Toila (plaats)
Toila is een plaats in de Estlandse gemeente Toila, provincie Ida-Virumaa. De plaats heeft de status van vlek (Estisch: alevik). De plaats is het bestuurscentrum van de gemeente Toila.

## Bevolking
De plaats had 780 inwoners op 31 december 2011 en 803 inwoners op 31 december 2021.

## Ligging
Toila ligt aan de Finse Golf. De rivier Pühajõgi mondt hier in zee uit. Het strand is populair bij toeristen; bovendien is er een kleine jachthaven. Dankzij de gezonde zeelucht stond Toila al in de negentiende eeuw bekend als kuuroord. De plaats heeft ook een sanatorium.

## Geschiedenis
Toila werd onder de naam Tulis voor het eerst in 1428 vermeld. Het bijbehorende landgoed werd gesticht in het begin van de 17e eeuw.
Als badplaats en kuuroord kwam Toila halverwege de 19e eeuw op. Veel rijke Russen en Baltische Duitsers lieten aan de kust of de oever van de Pühajõgi een zomerhuisje bouwen.
Tussen 1897 en 1899 werd in Toila in opdracht van Grigori Jelissejev, een zakenman uit Sint-Petersburg, het slot Oru (Estisch: Oru loss) gebouwd. Het gebouw, ontworpen door de architect Gavriil Baranovski, had 57 kamers en bezat een waardevolle kunstverzameling. In 1934 kocht een groep rijke industriëlen het pand op en schonk het aan de Estische staat. President Konstantin Päts gebruikte het sindsdien als zomerverblijf. Het slot brandde op 13 augustus 1941 geheel af, in brand gestoken door het Rode Leger tijdens de terugtocht voor de oprukkende Duitse troepen. Wat van het slot over was werd in 1944 door SS'ers opgeblazen toen de Duitsers op hun beurt op de terugtocht waren. Het uitgebreide park, met meer dan 200 soorten bomen en struiken, is wel bewaard gebleven.
In 1882 kreeg Toila dankzij de inspanningen van de timmerman Abram Siimon (1844–1925) een schouwburg. Het houten gebouw brandde in 1901 af en werd vervangen door een stenen gebouw, dat op zijn beurt kort na de dood van Simon in 1925 ook afbrandde.
De Russische dichter en vertaler Igor Severjanin woonde tussen 1918 en 1935 in Toila.

## Duits soldatenkerkhof
In 1944 begroeven de Duitse bezetters in de omgeving van Toila 1500 Duitse soldaten en 600 Estische soldaten die aan Duitse kant hadden gevochten. Zij waren gesneuveld tijdens de gevechten bij Narva in juni en juli van dat jaar.
Tijdens de Sovjetbezetting na de verdrijving van de Duitsers (1944-1991) gebruikte het Rode Leger een deel van het kerkhof als oefenterrein. Op de rest van het kerkhof werden de graven ongemoeid gelaten.
In 2002 kreeg de Volksbund Deutsche Kriegsgräberfürsorge het beheer over de begraafplaats.

## Foto’s

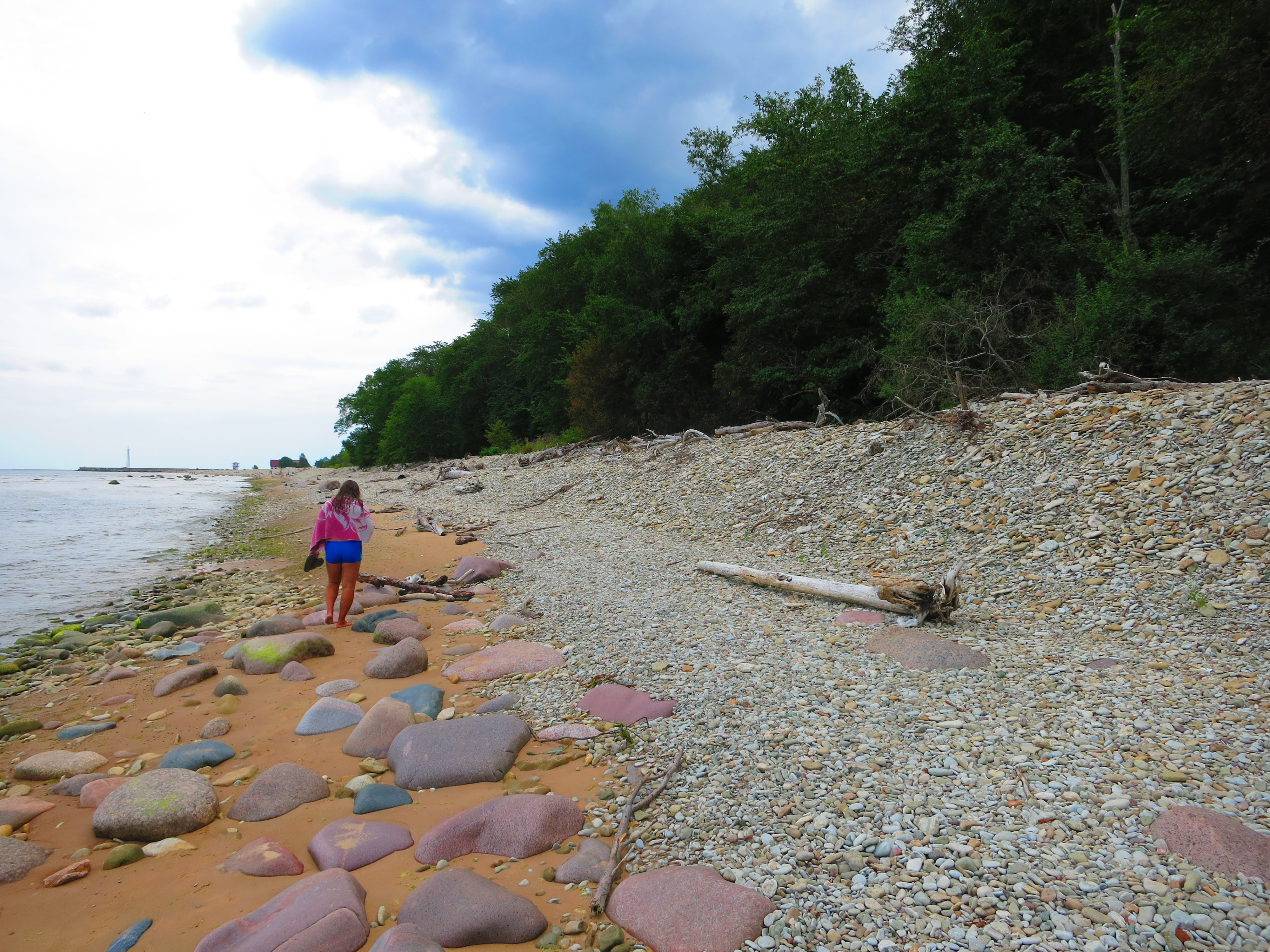
Het strand van Toila
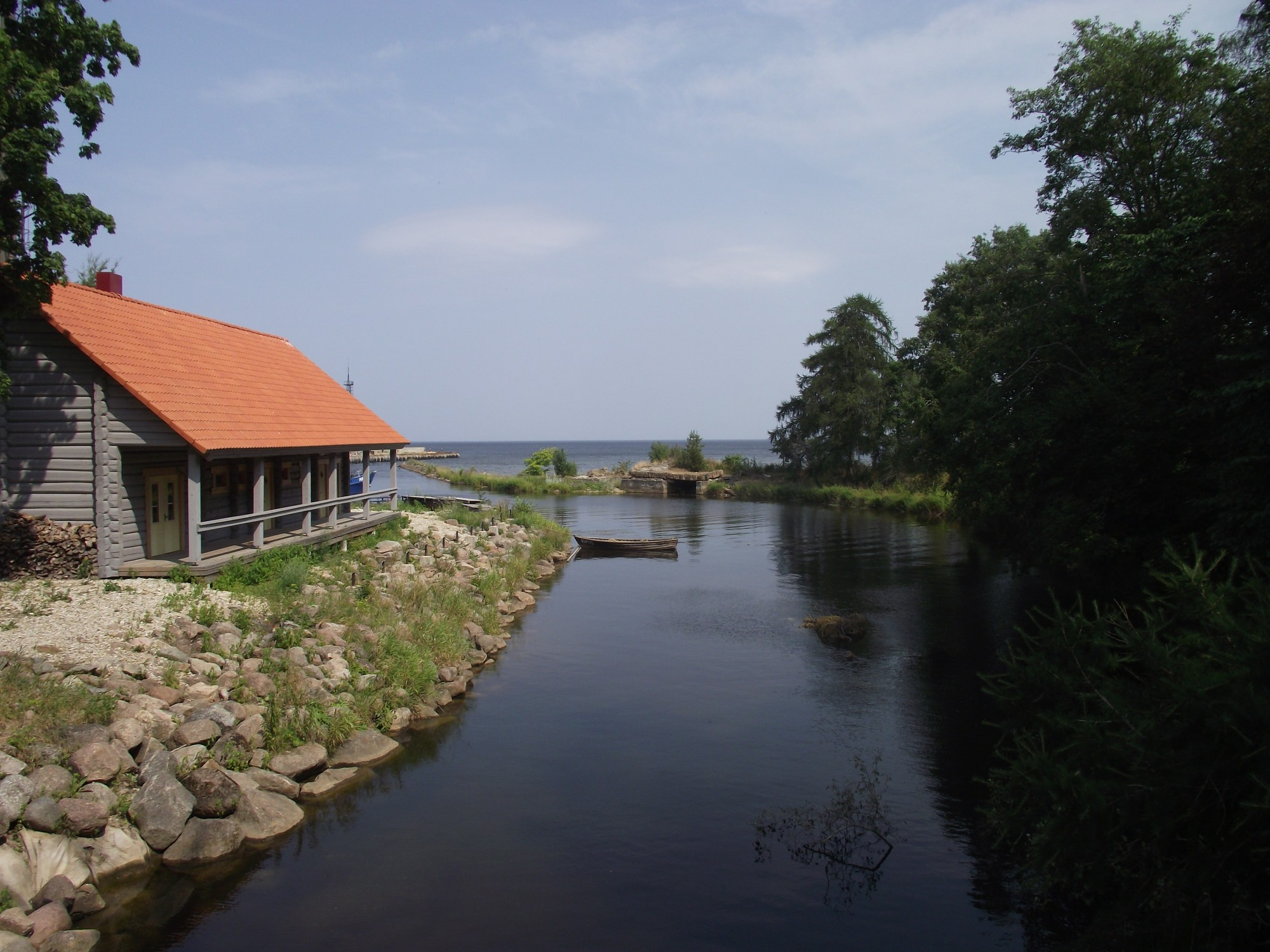
De monding van de Pühajõe
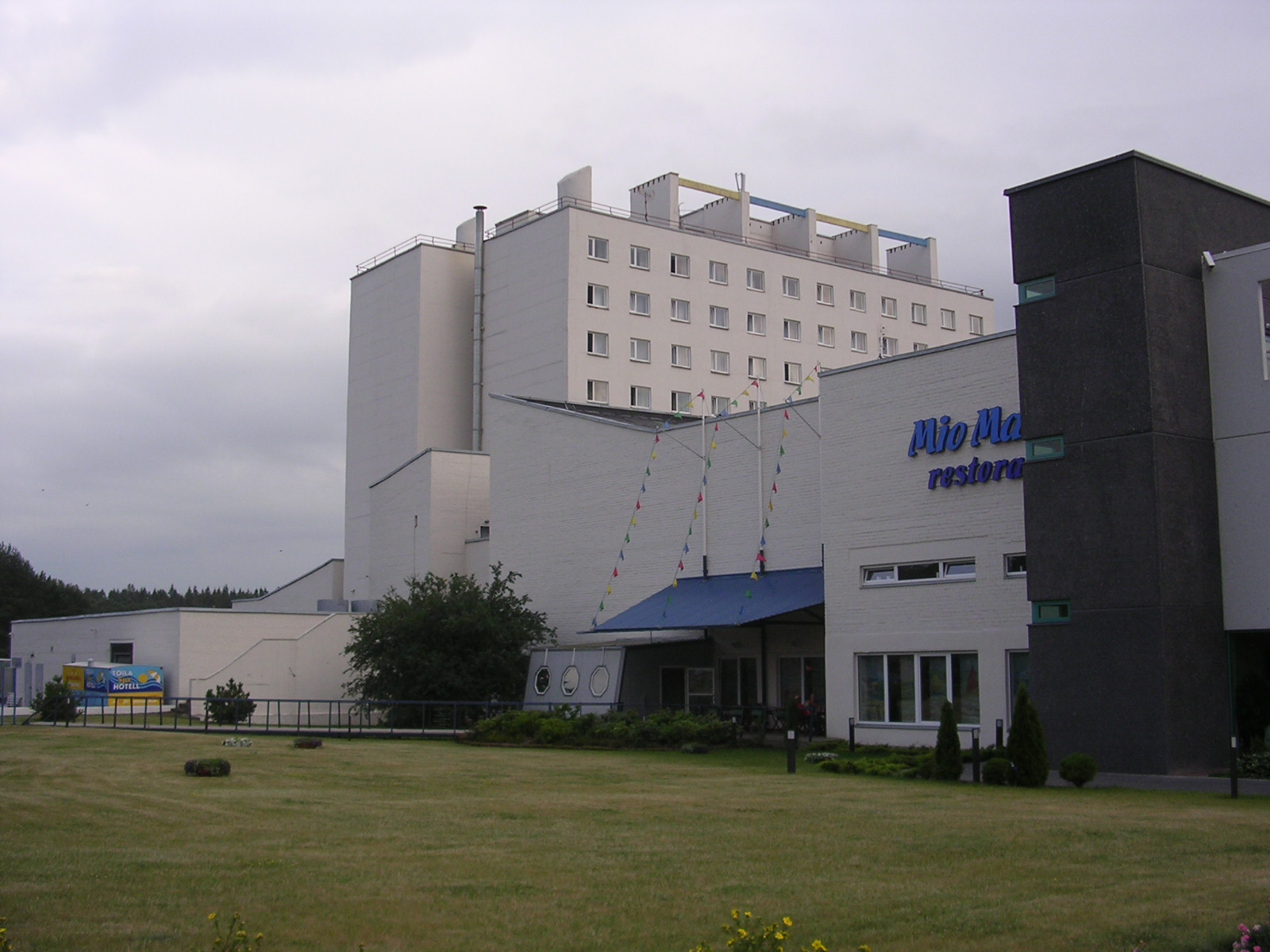
Sanatorium en Spa Hotel
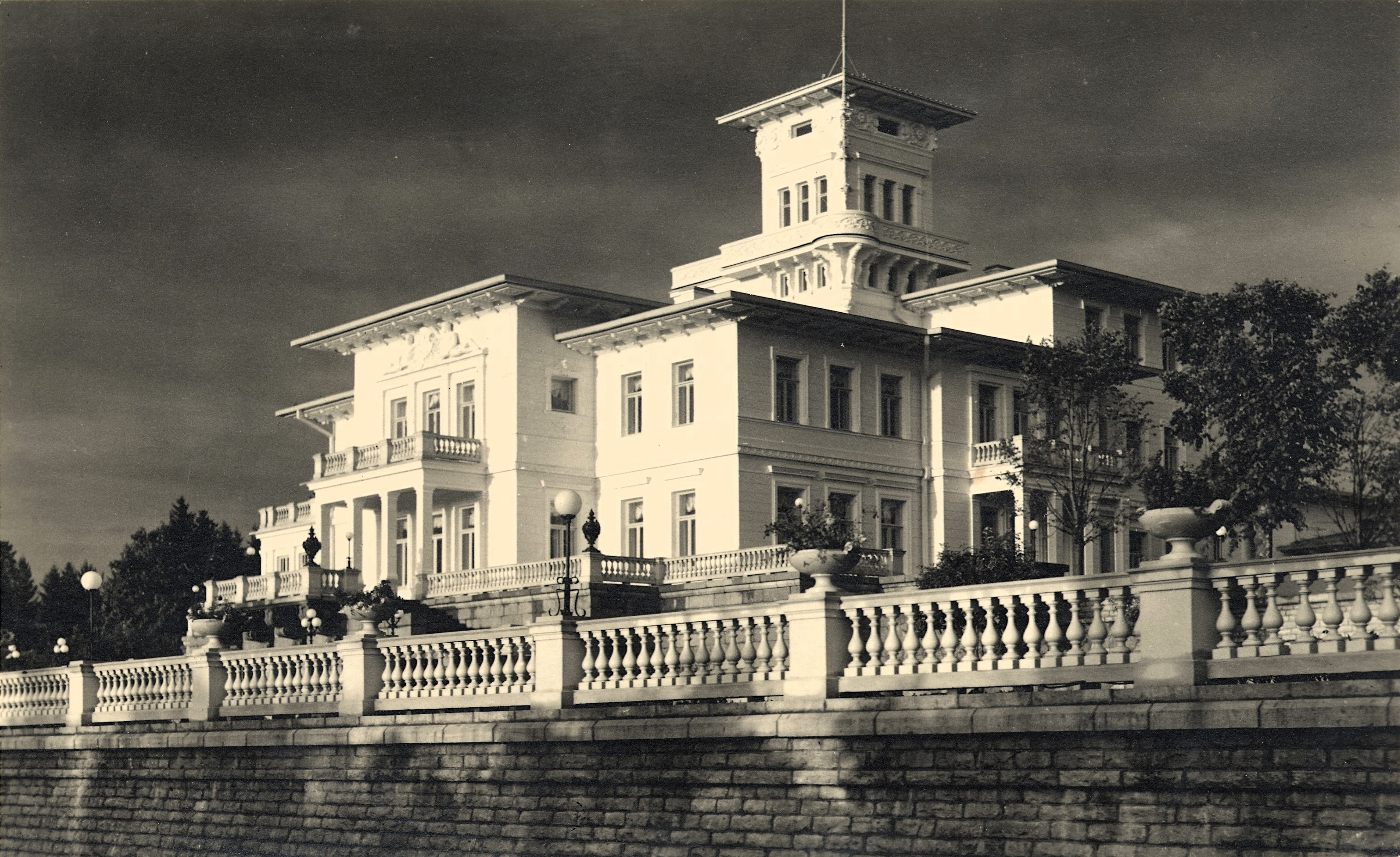
Het slot Oru
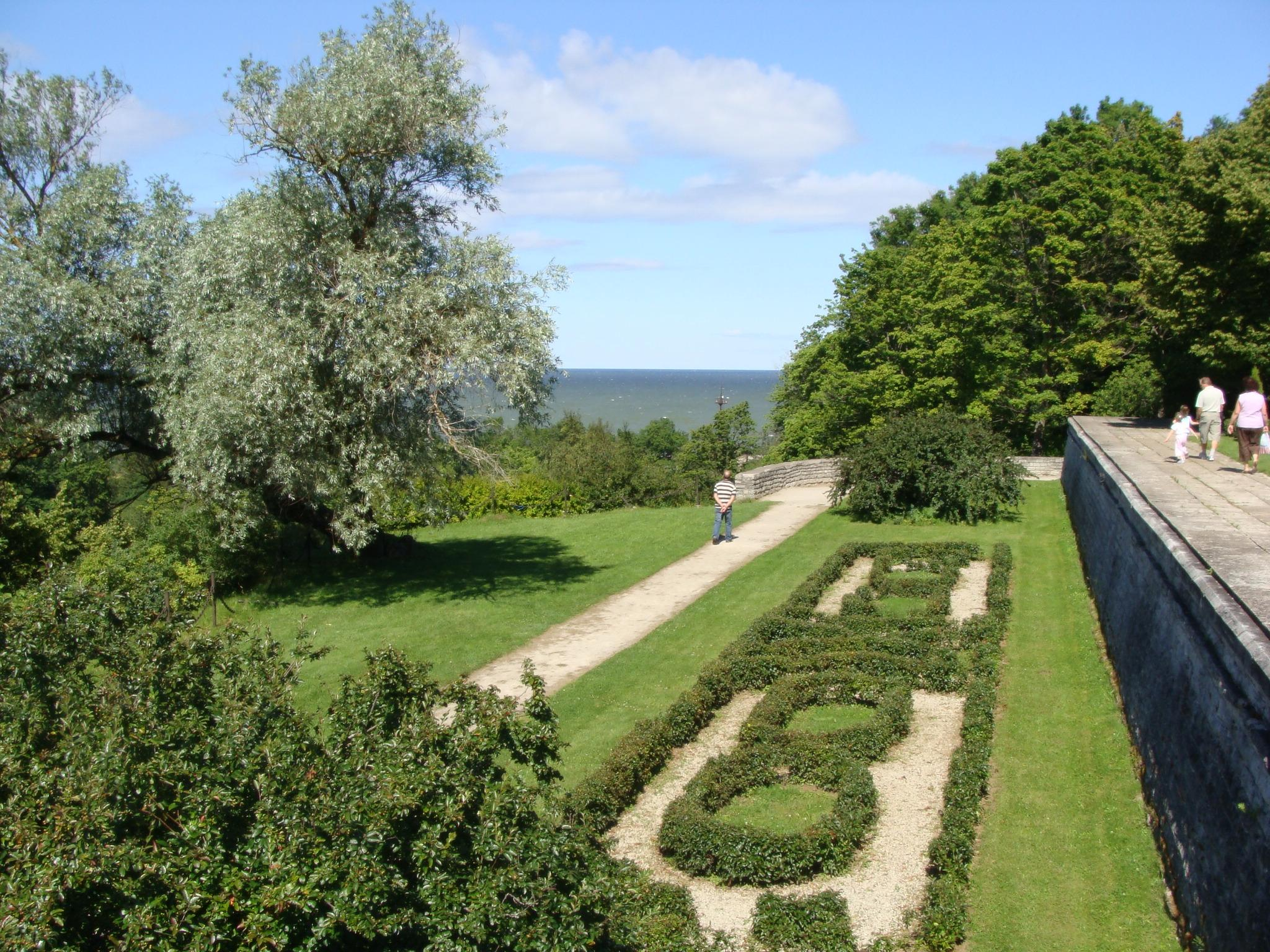
Het Orupark
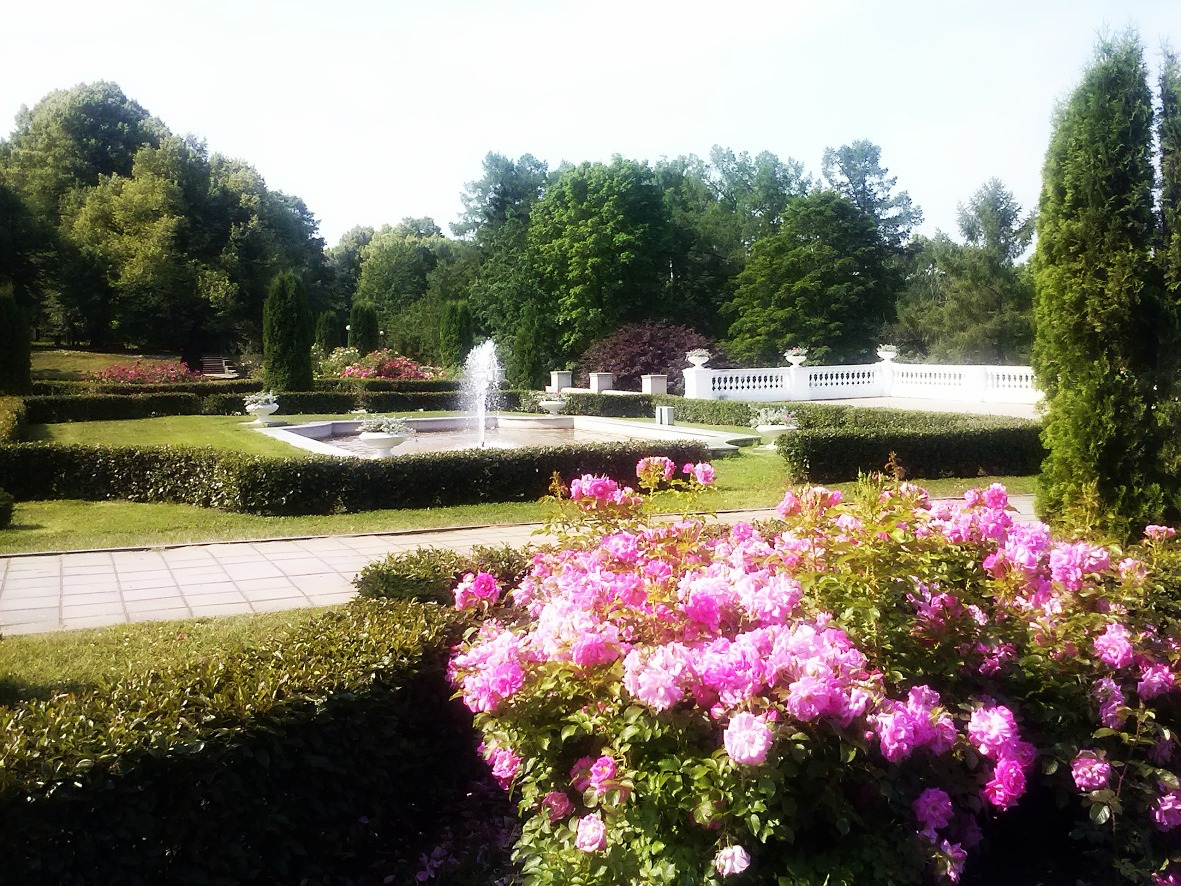
Orupark, rosarium
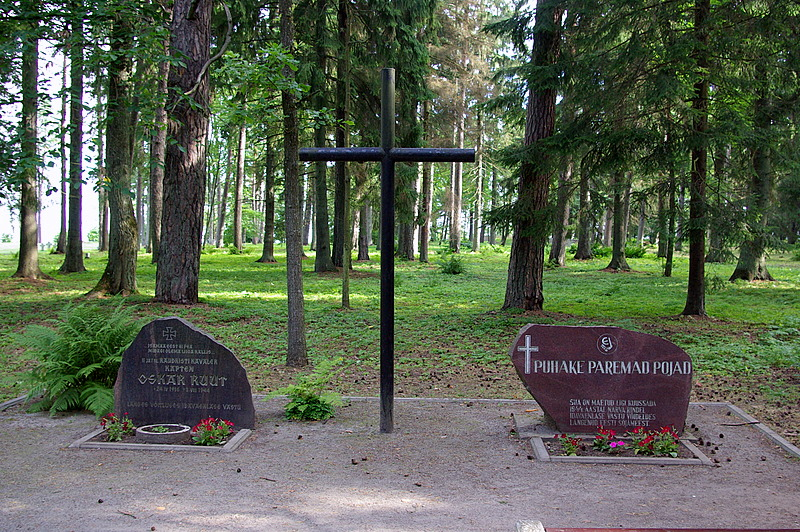
Graven van Estische soldaten op het soldatenkerkhof
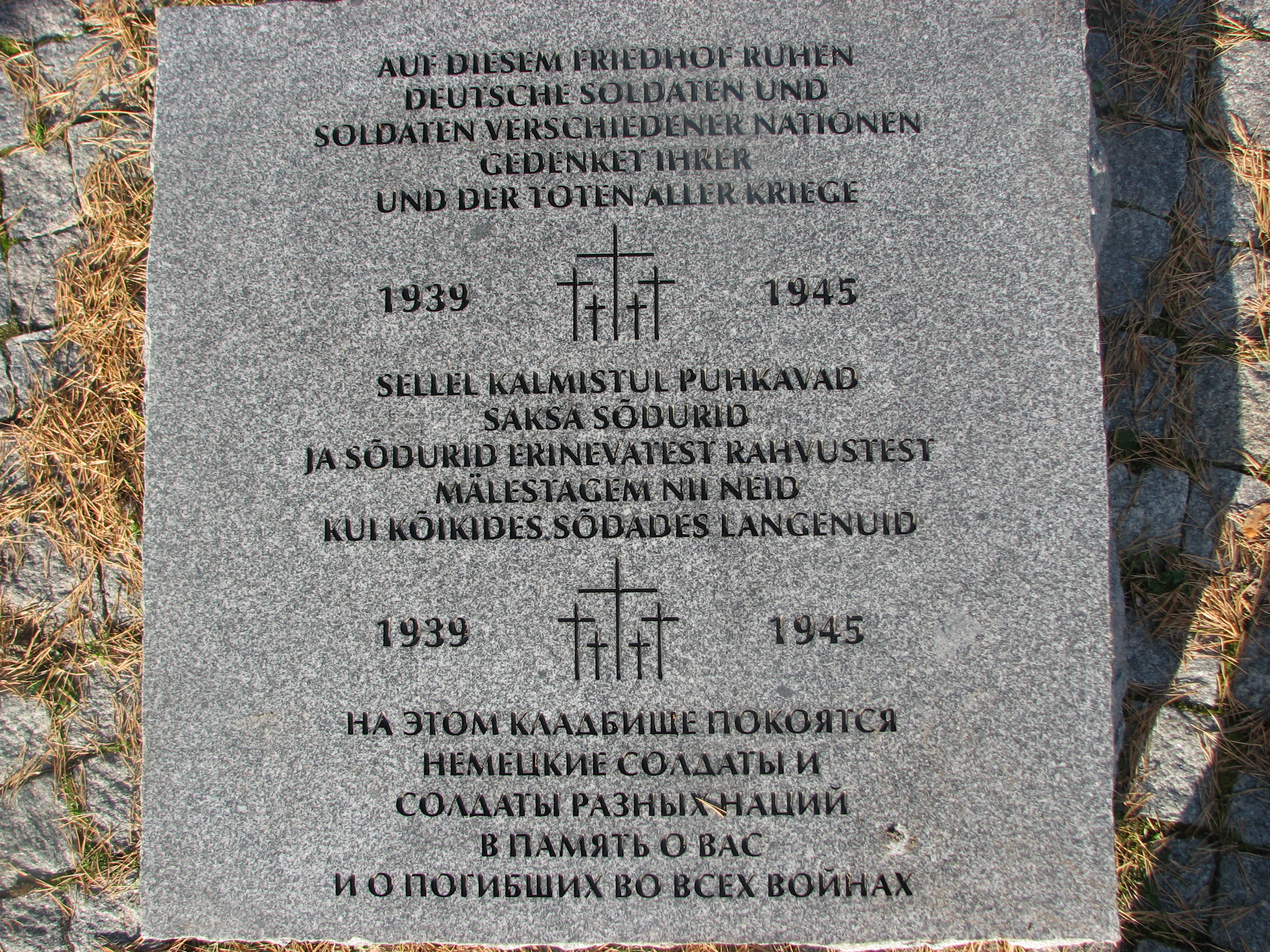
Gedenkplaat op het soldatenkerkhof